# Повесть, оконченная благодаря пуле
«Повесть, оконченная благодаря пуле» — рассказ русского писателя Александра Грина, написанный и опубликованный в 1914 году.

## Сюжет и судьба текста
Главный герой рассказа — писатель по имени Коломб, который пишет повесть об анархисте и его возлюбленной, решивших взорвать бомбу в толпе. В последний момент девушка отказывается от своего намерения, и Коломб долго не может найти психологическое объяснение этому. Во время поездки на фронт его ранят в ночном лесу. Сидя у дерева в ожидании помощи, писатель понимает, наконец, как объяснить поведение персонажа, проведя аналогию со своим положением.
Рассказ был написан в 1914 году и увидел свет в мае того же года на страницах пятого номера журнала «Отечество» (правда, в сокращённом виде). Биограф Грина Алексей Варламов констатирует, что это было «предчувствие войны»: тем же летом началась Первая мировая война. Полный текст «Повести» был опубликован в 1916 году в авторском сборнике «Искатель приключений».